# Clarice Lispector

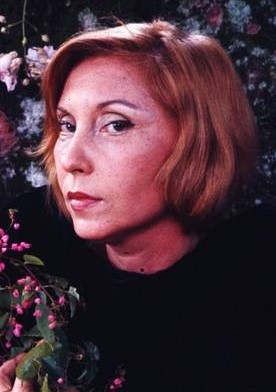
Clarice Lispector (1969)

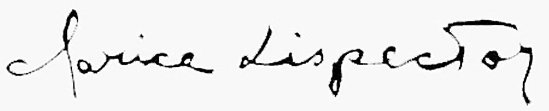
Unterschrift

Clarice Lispector (anhörenⓘ IPA: /kla'ɾisi li[s~ʃ]'pɛkto[ɾ~ʁ]/) (* 10. Dezember 1920 in Tschetschelnyk, Ukrainische Sozialistische Sowjetrepublik, als Chaja Pinkussowna Lispektor; † 9. Dezember 1977 in Rio de Janeiro, Brasilien) war eine brasilianische Schriftstellerin. Sie schrieb Romane, Kurzgeschichten, Kinderbücher und Kolumnen für Zeitungen und Zeitschriften.

## Leben
Clarice Lispector war die jüngste von drei Töchtern des ukrainisch-jüdischen Ehepaars Pedro und Marietta Lispector (so ihre späteren, brasilianischen Namen). Bei ihrer Geburt erhielt sie den hebräischen Vornamen Chaja („die Lebendige“). Angesichts der Pogrome in ihrem Heimatland emigrierten die Eltern mit den Töchtern (Chaja, Elisa und Tanya) zwei Monate nach Chajas Geburt. Sie gelangten nach Hamburg, wo ihr Vater vergeblich Arbeit suchte, und 1922 nach Maceió in Brasilien. Dort nahmen sie portugiesische Vornamen an. Clarice Lispector pflegte später ihr Geburtsjahr um fünf Jahre auf 1925 zu verschieben.
Sie wuchs in Recife im armen Nordosten Brasiliens auf und zog mit ihrer Familie 1934 nach Rio de Janeiro, wo sie die Oberschule besuchte und ab 1937 ein Jurastudium absolvierte, als Lehrerin arbeitete und Beiträge für Zeitungen schrieb. Sprachen und schrieben ihre Eltern noch fast ausschließlich Jiddisch, war sie die Erste der Familie, die von Anfang an das Portugiesische erlernte.
Im Jahr 1943 heiratete Lispector entgegen der Vorbehalte ihrer Eltern einen Katholiken, den späteren Diplomaten Maury Gurgel Valente. Im selben Jahr begann sie ihren ersten Roman zu schreiben, der 1944 veröffentlicht wurde: Perto do coração selvagem (Nahe dem wilden Herzen). Der Roman der 23-Jährigen, der die soziale Realität Brasiliens, besonders des Nordostens, schildert, galt zu einer Zeit, in der die vorherrschende Strömung in der brasilianischen Literatur der Regionalismus war, als revolutionäre Neuerung.
Als ihr Mann als brasilianischer Botschafter ins Ausland entsandt wurde, zog sie mit ihm und lebte von 1945 bis 1949 in Neapel, dann in Bern und von 1952 bis 1959 in Washington. 1949 wurde ihr Sohn Pedro geboren, 1953 kam ihr zweiter Sohn, Paulo, zur Welt. In den USA publizierte sie in der brasilianischen Zeitschrift Senhor.
Nach der Scheidung im Jahr 1959 ließ sich Lispector mit ihren Söhnen in Rio de Janeiro nieder und arbeitete als Journalistin und Übersetzerin. Sie schrieb unter anderem Kolumnen für die Tageszeitungen Correio da Manhã und Jornal do Brasil. Es folgten Romane und Bände mit Kurzgeschichten sowie Drehbücher für mehrere Filme. Auch ihr Roman Der Apfel im Dunkeln (1961) erlangte Berühmtheit.
Als sich 1967 in ihrer Wohnung ein Brand ausbreitete, den sie mit einer Zigarette selbst verschuldet hatte, versuchte sie Manuskripte und Bücher vor dem Feuer zu retten. Dabei wurde sie von herabstürzenden Deckenbalken verletzt und zog sich schwere Verbrennungen zu. Seither konnte sie ihre rechte Hand nur unter Schmerzen gebrauchen.
1968 interviewte sie in der Reihe Diálogos possíveis com Clarice Lispector (Mögliche Dialoge mit Clarice Lispector) bekannte Persönlichkeiten, darunter der Musiker Antônio Carlos Jobim, für die Zeitschrift Manchete.
Lispector verstand sich als Sozialistin und nahm am 26. Juni 1968 an der Großdemonstration „Passeata dos cem mil“, dem Marsch der Hunderttausend, gegen die in Brasilien herrschende Militärdiktatur teil.
Clarice Lispector starb am 9. Dezember 1977, einen Tag vor ihrem 57. Geburtstag, in Rio de Janeiro an Krebs. Sie wurde auf dem jüdischen Friedhof von Cajú beigesetzt.

## Wirkung
Clarice Lispector wurde als „post-regionalistische“ Autorin sowohl vom Existenzialismus als auch von den von ihr verehrten Künstlerinnen Virginia Woolf und Katherine Mansfield geprägt. Der Titel ihres Erstlingswerkes, Perto do coração selvagem (dt.: Nahe dem wilden Herzen), stammt aus einem Zitat von James Joyce’ Ein Porträt des Künstlers als junger Mann, das sie ihren Buch als Motto voranstellte. Zu diesem Zeitpunkt war sie mit Joyce’ Werk noch nicht vertraut, das Zitat wurde ihr von ihrem Freund Lúcio Cardoso anempfohlen. Ihr Werk kreist immer wieder um die bestürzende Realität, die hinter der Fassade des Alltags lauert. Arm an äußerer Handlung, beschreibt es laut Suhrkamp Verlag das Innenleben der Figuren in einer „expressive[n] Sprache bis in die kleinsten, kaum mehr erfa[ss]baren Verästelungen“.
Lispector wird zuweilen als „brasilianische Virginia Woolf“ (Rowohlt) bezeichnet, ihr in 33 Kapiteln an die Passion Jesu angelehnter Roman A paixão segundo G. H. als „einer der verstörendsten der Weltliteratur“. Die Tageszeitung New York Times schrieb 2005, dass sie das Äquivalent Franz Kafkas in der lateinamerikanischen Literatur sei. Lispector „war schon zu Lebzeiten eine Legende, berühmt, bewundert, kapriziös, depressiv und den meisten Menschen unverständlich.“
Ihr Roman A hora da estrela (dt.: Der große Augenblick) erschien im Jahre 1977 kurz vor ihrem Tod. Darin erzählt sie die Geschichte von Macabéa, einer armen Schreibkraft aus Alagoas (dem Staat, in dem die Familie Lispectors erstmals brasilianischen Boden betrat), die sich in der rauen Hafengegend von Rio de Janeiro durchschlägt. Mit Macabéa schuf Lispector einen der bedeutendsten weiblichen Charaktere der brasilianischen Literatur. Der Roman, der auch in einer deutschen Hörspielfassung vorliegt, wurde 1985 von der brasilianischen Regisseurin Suzana Amaral verfilmt.
Die französische Poststrukturalistin Hélène Cixous veröffentlichte in dem Buch Des femmes im Jahr 1989 einen Aufsatz über Lispector, L’Heure de Clarisse Lispector, und trug damit zu deren internationaler Rezeption bei. Die Autorin, Film- und Theaterregisseurin Cordelia Dvorák widmete Lispector und ihren weiblichen Figuren ihr Hörspiel Ulissas, eine weibliche Odyssee in 13 Stationen (2021) und zitiert darin aus Lispectors Texten.

## Auszeichnungen (Auswahl)
- 1945: Graça-Aranha-Preis der brasilianischen Akademie der Künste für Perto do coração selvagem
- 1976: Kulturpreis des brasilianischen Bundesdistrikts für ihr Lebenswerk

## Werke (Auswahl)
- Perto do coração selvagem. Romance, Ficções u. a. Lissabon 2000 (1944), ISBN 972-708-574-1.
  - Nahe dem wilden Herzen. Übers. Ray-Güde Mertin. Suhrkamp, Frankfurt am Main 1981, ISBN 3-518-03544-4.
  - Nahe dem wilden Herzen. Übers. Ray-Güde Mertin und Corinna Santa Cruz. Schöffling & Co, Frankfurt am Main 2013, ISBN 978-3-89561-620-4.
- O lustre, Livraria Agir Editora, Rio de Janeiro 1946.
  - Der Lüster. Übers. Luis Ruby. Schöffling & Co, Frankfurt am Main 2013, ISBN 978-3-89561-621-1.
- A cidade sitiada. Alves, Rio de Janeiro 1992 (1949), ISBN 85-265-0274-3.
  - Von Traum zu Traum. Übers. Sarita Brandt. Rowohlt, Reinbek 1992, ISBN 978-3-499-12835-6.
- Laços de família. (1960).
- A maçã no escuro. (1961).
  - Der Apfel im Dunkeln. Übers. Curt Meyer-Clason. Suhrkamp, Frankfurt am Main 1983, ISBN 978-3-518-01826-2.
- A paixão segundo G. H. 1963.
  - Die Passion nach G. H. Übers. Christiane Schrübbers. Lilith, Berlin 1984.
  - Die Passion nach G. H. Übers. Christiane Schrübbers und Sarita Brandt. Suhrkamp, Frankfurt 1990.
- A Legião Estrangeira. (1964)
- O mistério do coelho pensante e outros contos. (1967–1978).
  - Das Geheimnis des denkenden Hasen und andere Geschichten. Übers. Marlen Eckl. Hentrich & Hentrich, Berlin 2013, ISBN 978-3-95565-010-0.
- A mulher que matou os peixes. 1968.
- Uma aprendizagem ou o livro dos prazeres. 1969.
  - Eine Lehre oder das Buch der Lüste. Übers. Christiane Schrübbers. Lilith, Berlin 1982, ISBN 978-3-922946-01-4.
  - Eine Lehre oder das Buch der Lust. Übers. Sarita Brandt. Rowohlt, Reinbek 1988, ISBN 978-3-499-12328-3.
- Felicidade clandestina. 1971.
- A imitação da rosa. 1973.
  - Die Nachahmung der Rose. Übers. Curt Meyer-Clason. Claassen, Hamburg 1966.
- Água viva. (1973).
  - Aqua viva. Ein Zwiegespräch. Übers. Sarita Brandt. Suhrkamp, Frankfurt am Main 1994, ISBN 3-518-22162-0.
- A vida íntima de Laura. 1974.
- Via crucis do corpo. 1974.
- Onde estivestes de noite? 1974.
- A hora da estrela. 1977.
  - Die Sternstunde. Übers. Curt Meyer-Clason. Suhrkamp, Frankfurt am Main 1985, ISBN 3-518-01884-1.
  - Der große Augenblick. Übers. Luis Ruby, Nachwort Colm Tóibín. Schöffling & Co, Frankfurt am Main 2016, ISBN 978-3-89561-623-5.
- Tagtraum und Trunkenheit einer jungen Frau. (Sämtliche Erzählungen I) Übers. Luis Ruby. Penguin, München 2019, ISBN 978-3-328-60094-7.
- Aber es wird regnen. (Sämtliche Erzählungen II) Übers. Luis Ruby. Penguin, München 2020, ISBN 978-3-328-60095-4.
- Ich und Jimmy. Storys. Aus dem brasilianischen Portugiesisch von Luis Ruby, mit einem Nachwort von Teresa Präauer. (= Manesse Bibliothek; 27) Manesse, München 2022, ISBN 978-3-7175-2555-4. (Originaltitel: Todos os contos).